# Ober-Ramstadt
Ober-Ramstadt er en by i Kreis Darmstadt-Dieburg i den tyske delstat Hessen. Dens Partnerbyer er:
- Cogoleto (Italien) siden 1959
- Saint-André-les-Vergers (Frankrig) siden 1970
- Pragelato (Italien) siden 1974
- Thurm (Tyskland) siden 1990
- Vermezzo (Italien) siden 2003
- Zelo Surrigone (Italien) siden 2003
- Fethiye (Malatya) (Tyrkiet) siden 2004

## Kommunalvalg 2011
| Parti                                          | Procent |
| ---------------------------------------------- | ------- |
| SPD                                            | 44,8    |
| CDU                                            | 24,1    |
| Bürger für Ober-Ramstadt/Grüne                 | 22,1    |
| Auf gehts, bürgernahe Politik in Ober-Ramstadt | 6,0     |
| FDP                                            | 3,1     |